# Isaltino Morais
Isaltino Afonso Morais (Mirandela, São Salvador, 29 de dezembro de 1949) é um jurista, crítico gastronómico e político português, atual presidente da Câmara Municipal de Oeiras. Foi ministro das Cidades, Ordenamento do Território e Ambiente da República Portuguesa e é uma das figuras mais conhecidas da política autárquica nacional.
Em abril de 2013, foi detido para cumprir pena de prisão por crimes de fraude fiscal qualificada e branqueamento de capitais. Inicialmente condenado a sete anos, viu a pena reduzida para um ano após recurso interposto pela sua defesa. Em 2022, voltou a ser alvo de investigação, desta vez relacionada com alegadas despesas excessivas em eventos oficiais, episódio que gerou polémica mediática.
Membro do Partido Social Democrata (PSD) até 2005, abandonou o partido após divergências com a liderança de Luís Marques Mendes, prosseguindo a carreira política como candidato independente e vencendo sucessivas eleições autárquicas. Após a saída de Rui Rio da liderança do PSD, reaproximou-se do partido, regressando formalmente com o apoio de Luís Montenegro, decisão que motivou críticas de vários setores políticos, incluindo de antigos dirigentes sociais-democratas.
O seu percurso político tem sido acompanhado de episódios controversos e de forte debate público, incluindo tensões com adversários locais e acusações de perseguição política, como no caso da agressão, em 2022, ao deputado municipal do CHEGA, Francisco O’Neill.

## Infância e juventude
Frequentou o Liceu Nacional de Bragança, entre 1961 e 1966, mas só terminou os estudos secundários em Lisboa, no Liceu Pedro Nunes, em 1976.
A juventude foi marcada pela morte do pai e da mãe, tinha Isaltino Morais 13 e 18 anos, respetivamente. Aos 18 anos, em 1967, mudou-se para Lisboa, trabalhando numa fábrica de sapatos e, posteriormente, no Instituto Nacional de Estatística (INE). Foi chamado a cumprir o serviço militar em 1970, tendo sido mobilizado para Angola, durante a Guerra Colonial, e retomou posteriormente as funções no INE.
Só regressou à metrópole em 1973. Em 1976, ingressou na Faculdade de Direito da Universidade de Lisboa, onde conheceu José Manuel Durão Barroso, Pedro Santana Lopes e Marcelo Rebelo de Sousa, concluindo a licenciatura em Direito em 1981. Em 1978, aderiu ao Partido Social Democrata.

## Carreira profissional e política
Na Faculdade de Direito da Universidade de Lisboa, foi convidado, ainda como aluno, para monitor das disciplinas de Direito Constitucional, Direito Internacional Público e Direito Administrativo, exercendo essas funções de 1979 a 1985.
Em 1982, ingressa no sexto curso do Centro de Estudos Judiciários, iniciando, após terminar o curso, o estágio para a magistratura do Ministério Público. Exerce funções, como magistrado do Ministério Público, nas áreas de direito da família e menores, direito do trabalho e direito criminal. Em 1984, deixou essa função ao ser nomeado assessor do Gabinete de Apoio Técnico-Legislativo do Ministério da Justiça. Foi consultor jurídico do Instituto de Reinserção Social e bolseiro do Conselho da Europa, com o tema de investigação O direito penal do trabalho nos países do Conselho da Europa.
Era presidente da Comissão Política da secção de Algés do PSD, cargo que exerceu entre 1984 e 1986, quando foi escolhido, pela primeira vez, para encabeçar a lista do partido à Câmara Municipal de Oeiras, nas eleições autárquicas de 1985. Foi eleito presidente dessa autarquia com 44,4% dos votos em 1985, conquistando a primeira vitória do PSD num concelho governado pelo PS desde as primeiras eleições autárquicas realizadas após o 25 de abril de 1974. Renovou o mandato por quatro vezes consecutivas, em listas do PSD. Alcançou a vitória nas autárquicas de 1989, com 43,6% dos votos; em 1993, com 31,1% dos votos; em 1997, com 48,27% dos votos; em 2001, com 55% dos votos.
Ao nível partidário, foi presidente da Associação Nacional dos Autarcas Sociais Democratas (1990–1994), presidente da Comissão Política da secção de Oeiras do PSD (1991–1997), presidente da Comissão Política Distrital de Lisboa do PSD (1992), presidente da Comissão Política Nacional dos Autarcas Sociais Democratas (1997–2002), vogal da Comissão Política Nacional do PSD (1996) e vice-presidente da Comissão Política Nacional do PSD (2001–2003), quando José Manuel Durão Barroso era presidente do PSD.
Simultaneamente, foi presidente do Conselho de Administração dos SIMAS – Serviços Intermunicipalizados de Água e Saneamento de Oeiras e Amadora (1986–2002); representante do Governo de Portugal no Comité de Peritos para os Assuntos Sociais do Conselho da Europa (1987–1991); vice-presidente da Junta Metropolitana de Lisboa (1992–1997) e da Associação Nacional de Municípios Portugueses (1998–2002); perito do Comité de Política de Alojamento do Conselho da Europa (1994–2000); membro do Comité das Regiões da União Europeia (1994–2002); presidente da Assembleia Geral da Taguspark, SA (1995–2002); presidente da Assembleia Geral da Municípia, EIM (1999–2002).
Com a vitória do PSD nas eleições legislativas de 2002, ao ser nomeado ministro das Cidades, Ordenamento do Território e Ambiente do XV Governo Constitucional, chefiado por José Manuel Durão Barroso, suspendeu por um ano o mandato de presidente da Câmara Municipal de Oeiras, tendo sido substituído no cargo por Teresa Zambujo, até então vice-presidente da Câmara. Desempenhava este cargo quando foi confrontado pelo jornal O Independente com o facto de existirem suspeitas sobre três contas bancárias na Suíça e na Bélgica, em seu nome, com rendimentos que não se encontravam, à data, declarados oficialmente ao Tribunal Constitucional e às Finanças. Pediu a demissão do governo em 2003, não tendo, porém, regressado à presidência da Câmara Municipal de Oeiras.
Possui várias obras publicadas no âmbito de temas como direito constitucional, direito das autarquias locais, urbanismo, ambiente e ordenamento do território. Entre 2003 e 2005 desempenhou funções como consultor de várias empresas do setor privado.
Em fevereiro de 2005, anunciou nova candidatura à Câmara Municipal de Oeiras, embora o PSD, liderado por Luís Marques Mendes, tenha rejeitado, em abril de 2005, apoiar a sua candidatura, alegando o facto de ser suspeito em processos de corrupção passiva, fraude fiscal, branqueamento de capitais e abuso de poder, vindo a ser constituído arguido em junho de 2005. O PSD optou, então, por apoiar Teresa Zambujo, que desempenhava o cargo de presidente da Câmara Municipal de Oeiras desde a suspensão de mandato de Isaltino Morais, em 2002, para exercer funções governativas. Assim, apresentou candidatura pelo movimento Isaltino Oeiras Mais à Frente, que saiu vencedor com 34,1% dos votos. Renovaria o mandato nas autárquicas de eleições autárquicas de 2009, com 41,5% dos votos. Assumiu novamente, por inerência do cargo, a presidência do Conselho de Administração dos SIMAS – Serviços Intermunicipalizados de Água e Saneamento de Oeiras e Amadora (2006–2013), a presidência da Assembleia Geral da Taguspark, SA (2006–2013); e a presidência da Assembleia Geral da Municípia, EIM (2006–2013).
Foi considerado por dois jornalistas do Público, José Augusto Moreira e Filomena Fontes, como sendo autor de um meritório trabalho como presidente da Câmara Municipal de Oeiras. Dizem estes que por essas razões é muitas vezes apelidado de "autarca modelo" devido àquilo que é visto como o seu bom desempenho como autarca e visão estratégica.
Em abril de 2013, quando desempenhava o seu sétimo mandato consecutivo como presidente da Câmara Municipal de Oeiras, foi detido para cumprir pena de prisão por fraude fiscal e branqueamento de capitais. Foi transportado para o Estabelecimento Prisional anexo à Polícia Judiciária, em Lisboa, e foi transferido, em maio de 2013, para o Estabelecimento Prisional da Carregueira, no município de Sintra, momento em que apresentou pedido de suspensão do mandato de presidente. Paulo Vistas, até então vice-presidente da Câmara Municipal de Oeiras, assumiu o cargo de presidente em substituição de Isaltino Morais, tendo sido posteriormente eleito presidente da Câmara Municipal de Oeiras, em setembro de 2013, com maioria relativa (na Câmara Municipal e na Assembleia Municipal) pelo movimento Isaltino Oeiras Mais à Frente (IOMAF). Nessas eleições, em que apoiou Paulo Vistas, o movimento IOMAF tentou apresentar o nome de Isaltino Morais como cabeça de lista à Assembleia Municipal de Oeiras, o que foi rejeitado pelo Tribunal Constitucional, que alegou a sua inelegibilidade material em virtude de se encontrar a cumprir pena de prisão efetiva, estando impedido de fazer campanha eleitoral e de tomar posse, em caso de eleição.
Foi designado pela Câmara Municipal de Oeiras, em 2012, presidente do Conselho de Administração da Fundação Marquês de Pombal para o mandato 2013–2016, só vindo a assumir o cargo em outubro de 2014, após cumprir a pena de prisão a que fora condenado, mantendo-se em funções até janeiro de 2022. Entre 2014 e 2017, manteve atividade empresarial.
Rompeu com o movimento IOMAF — Isaltino Oeiras Mais à Frente, que optou por apoiar Paulo Vistas, presidente da Câmara Municipal de Oeiras desde as eleições de 2013. Consequentemente, em abril de 2017, anunciou nova candidatura à Câmara Municipal de Oeiras pelo movimento IN-OV — Isaltino Inovar Oeiras de Volta, tendo sido eleito presidente da Câmara Municipal de Oeiras com maioria absoluta (na Câmara e na Assembleia Municipal) nas eleições de 1 de outubro de 2017, com 41,7% dos votos, para o mandato 2017–2021, para um oitavo mandato como presidente da Câmara Municipal de Oeiras — o primeiro mandato de três possíveis mandatos consecutivos. Entre 2019 e 2022, exerceu novamente funções como presidente do Conselho de Administração dos SIMAS – Serviços Intermunicipalizados de Água e Saneamento de Oeiras e Amadora, após ter sido vogal do referido Conselho de Administração entre 2017 e 2019, no âmbito do regime de rotatividade entre os autarcas dos municípios de Oeiras e Amadora.
Nas eleições autárquicas de 26 de setembro de 2021, foi reeleito presidente da Câmara Municipal de Oeiras para um segundo mandato consecutivo — o nono no total de mandatos — pelo movimento IN-OV — Isaltino Inovar Oeiras, com 50,9% dos votos e maioria absoluta tanto na Câmara Municipal, como na Assembleia Municipal. Em agosto de 2023, foi noticiado que Isaltino Morais, membros do executivo da Câmara Municipal de Oeiras e diretores municipais apresentaram, entre 2017 e 2023, faturas para pagamento pela Câmara Municipal referentes a 1441 alegados almoços de trabalho, inclusivamente à mesma hora em restaurantes diferentes, que consistiam no consumo de produtos de elevado valor em restaurantes de luxo, inclusivamente fora do município de Oeiras, totalizando despesas, a expensas da Câmara Municipal, de mais de 139 mil euros no período referido. Isaltino Morais recusou a existência de qualquer ilegalidade, alegando que todas as faturas eram sujeitas a controlo contabilístico da Câmara Municipal, e recusou qualquer duplicação de faturas, alegando que as refeições provinham, em alguns casos, de mais do que um restaurante, e que os almoços eram efetivamente de trabalho, pois correspondiam a refeições com dirigentes de instituições públicas ou prolongamentos de reuniões de trabalho para a hora das refeições. Isaltino Morais desvalorizou ainda as despesas apresentadas, considerando que, entre 2017 e 2023, o número de 1441 almoços representava apenas um almoço por semana, com média de quatro pessoas, o que dava um preço por pessoa de apenas 25 euros. Numa sessão da Assembleia Municipal de Oeiras, em setembro de 2023, Isaltino Morais refutou as críticas ao consumo de vinho Pêra Manca, alegando que se tratava de vinho Pêra Manca branco, de "apenas" 55 euros por garrafa, o que provocou espanto na audiência, e apresentou uma lista de 51 restaurantes frequentados por si e pela sua equipa em Oeiras, bem como os melhores pratos de cada um, rebatendo que a equipa frequentasse apenas os três restaurantes divulgados na notícia. A divulgação da lista de 51 restaurantes teve como efeito a duplicação do número de clientes em alguns dos restaurantes referidos, sendo os pratos mais pedidos aqueles que foram referidos por Isaltino Morais.

### Branqueamento de capitais e fraude fiscal (1998–2014)
Em 1998, foi aberto inquérito, com base numa Averiguação Preventiva, instaurada na Polícia Judiciária a partir de uma denúncia anónima contra Isaltino Morais, enquanto presidente da Câmara Municipal de Oeiras. Posteriormente, foram apresentadas várias outras denúncias, anónimas e de autor identificado, relacionadas com as funções exercidas pelo presidente da Câmara Municipal de Oeiras, que então detinha o pelouro do planeamento e gestão urbanística, com poderes de autorização e licenciamento de obras. Em 2003, foi iniciada recolha de prova e respetiva análise, levando à sua demissão do cargo de ministro das Cidades, Ordenamento do Território e Ambiente, que havia assumido em 2002, após suspender o mandato como presidente da Câmara Municipal de Oeiras. Foram enviadas cartas rogatórias às autoridades judiciais da Suíça, de Cabo Verde e da Bélgica, tendo sido utilizada a respetiva resposta como forma de compreender o enquadramento da doação de um terreno ao presidente da Câmara Municipal de Oeiras pelo município de São Vicente, em Cabo Verde, e também de aceder aos extratos das operações bancárias realizadas na Union des Banques Suisses e no KBC Bank Brussel. Foram também utilizados relatórios da Inspeção-Geral da Administração do Território acerca de processos administrativos na Câmara Municipal de Oeiras, que identificaram adjudicações de obras públicas por ajuste direto sem fundamentação, uma adjudicação de obra a um empreiteiro por valor superior ao estipulado no contrato inicial e também deliberações camarárias declaradas nulas, por violação da lei, acerca de alvarás de loteamento, no âmbito dos quais foram, apesar da nulidade das deliberações na sua origem, licenciadas diversas obras particulares. Procedeu-se também à análise de relatórios elaborados pelo Núcleo de Assessoria Técnica da Procuradoria-Geral da República, que concluiu que os valores de depósitos e poupanças nas contas bancárias tituladas pelo presidente da Câmara Municipal de Oeiras não eram compatíveis com o rendimento auferido enquanto presidente da Câmara Municipal.
Em 2005 suspendeu a militância no PSD, por este não lhe apoiar a recandidatura à Câmara, dado o facto de ser arguido, desde junho de 2005, em processos de corrupção passiva para ato ilícito, fraude fiscal, branqueamento de capitais e abuso de poder, tendo sido acusado destes crimes em janeiro de 2006, embora Isaltino Morais tenha alegado sempre que o dinheiro pertencia a um sobrinho, motorista de táxi e residente num bairro pobre de Genebra, na Suíça. Em junho de 2008, foi pronunciado pelo Tribunal Central de Instrução Criminal por um crime de participação económica em negócio, três crimes de corrupção passiva para ato ilícito, um crime de branqueamento de capitais, um crime de abuso de poder e um crime de fraude fiscal, seguindo o processo para julgamento. Foi candidato pelo movimento IOMAF — Isaltino Oeiras Mais à Frente nas eleições autárquicas de 2005, que venceu.
No seguimento dessas acusações foi condenado em agosto de 2009, pelo Tribunal Judicial de Sintra, a sete anos de prisão efetiva e à sanção acessória de perda de mandato. A pena única de sete anos de prisão efetiva resultava do cúmulo jurídico das condenações por um crime de corrupção passiva para ato ilícito (3 anos e 7 meses de prisão), um crime de abuso de poder (15 meses de prisão), um crime de fraude fiscal (2 anos de prisão) e um crime de branqueamento de capitais (4 anos de prisão). Foi absolvido, logo em primeira instância, de dois crimes de corrupção passiva para ato ilícito e de um crime de participação económica em negócio, pelos quais vinha pronunciado. Ao nível cível, foi condenado a pagar uma indemnização de 463.367,12€ à Administração Fiscal e foi declarado perdido a favor do Estado o terreno oferecido pelo município de São Vicente, em Cabo Verde. O coletivo de juízes imputou ao presidente da Câmara Municipal de Oeiras «total ausência de consciência crítica como cidadão e como detentor de cargo político», por ter tentado ocultar a titularidade das contas bancárias na Suíça e a origem desses rendimentos — alegando que se trataria não de rendimentos provenientes de corrupção, mas de quantias sobrantes das campanhas eleitorais, investimentos, heranças e alienações de património. O Tribunal recusou substituir a pena de prisão efetiva por uma pena de multa, no caso do crime de abuso de poder, atendendo à «relevância do grau de censurabilidade da conduta do arguido». Os restantes arguidos do processo — a irmã do presidente da Câmara Municipal de Oeiras, um jornalista da Agência Lusa e dois empresários — foram absolvidos. Recorreu da sentença e a pena ficou suspensa, o que lhe permitiu a recandidatura à presidência da Câmara Municipal de Oeiras nas eleições autárquicas de 2009, com a lista independente Isaltino Oeiras Mais à Frente. Conseguiu a vitória, tal como em 2005, mantendo-se como presidente da Câmara Municipal de Oeiras.
A 13 de julho de 2010 o Tribunal da Relação de Lisboa reduziu de sete para dois anos de prisão efetiva a pena a que fora condenado em primeira instância, pelos crimes de branqueamento de capitais e fraude fiscal, absolvendo-o do crime de abuso de poder, bem como anulando a condenação a perda de mandato e reduzindo a indemnização a pagar à Administração Fiscal de cerca de 463 mil euros para 197 mil. Relativamente ao crime de corrupção passiva para ato ilícito, o Tribunal da Relação de Lisboa ordenou a separação de processos — isolando o crime de corrupção passiva para ato ilícito dos restantes, fraude fiscal e branqueamento de capitais —, anulou essa parte da condenação, invocando irregularidades processuais — ausência de notificação do arguido após alteração substancial dos factos da acusação —, e ordenou a repetição parcial do julgamento (em que está em causa o favorecimento de um empreiteiro a troco de dinheiro, em 1996). O Ministério Público, recorreu, em setembro de 2010, da sentença do Tribunal da Relação de Lisboa, assim como a defesa de Isaltino Morais recorreu da sentença do Tribunal da Relação de Lisboa para o Tribunal Constitucional e para o Supremo Tribunal de Justiça, com vista a anular a condenação a pena de dois anos de prisão efetiva.
Em maio de 2011, o Supremo Tribunal de Justiça rejeitou o pedido de anulação da pena de dois anos de prisão efetiva a que tinha sido condenado e fez subir para mais do dobro o montante da indemnização à Administração Fiscal, repondo o valor original de 463 mil euros, a cujo pagamento havia sido condenado em agosto de 2009. A defesa de Isaltino Morais recorreu para o Tribunal Constitucional para evitar o trânsito em julgado da sentença e, novamente, para o Supremo Tribunal de Justiça, com base em nulidade da sentença do Tribunal da Relação de Lisboa, de julho de 2010. Em junho de 2011, o Supremo Tribunal de Justiça admitiu a subida do recurso ao Tribunal Constitucional apresentado pela defesa de Isaltino Morais, com efeito suspensivo da pena de dois anos de prisão efetiva, decretada em julho de 2010 pelo Tribunal da Relação de Lisboa.
Entre 29 e 30 de setembro de 2011, em cumprimento de um mandado de detenção, esteve detido nas instalações da Polícia Judiciária, em Lisboa, tendo sido libertado pelo princípio de ''in dubio pro reo — dúvida favorável ao réu.
Em 11 de outubro de 2011, os juízes do Tribunal Constitucional rejeitaram por unanimidade o recurso interposto por Isaltino Morais e de cuja decisão definitiva dependia a execução da sentença que o condenou a dois anos de prisão efetiva.
Em 31 de outubro de 2011, o Tribunal Constitucional rejeitou o pedido de reanálise do recurso de Isaltino Morais que fora recusado por aquele tribunal no dia 11 de outubro. O Tribunal considerou transitado em julgado o seu acórdão de 11 de outubro de 2011.
Em janeiro de 2012, o Tribunal da Relação de Lisboa considerou que a decisão que condena Isaltino Morais a dois anos de prisão efetiva «não transitará em julgado enquanto estiverem pendentes recursos» sobre a prescrição de crimes.
Em 30 de janeiro de 2012, o Tribunal de Oeiras considerou que não se verificou qualquer prescrição no caso, e que o acórdão que condenou o autarca a dois anos de prisão transitou em julgado já no dia 28 de setembro de 2011. Apesar disso, o arguido não foi imediatamente detido.
Em 24 de abril de 2012, o Tribunal da Relação de Lisboa decidiu que ainda não tinham prescrito os crimes pelos quais foi condenado a dois anos de prisão por fraude fiscal e branqueamento de capitais.
Em maio de 2012, iniciou-se a repetição da parte relativa ao crime de corrupção (anulada em julho de 2010). Isaltino Morais regressou ao Tribunal de Oeiras e foi questionado, como forma de suprir a irregularidade processual verificada pelo Tribunal da Relação de Lisboa em julho de 2010 — ausência de notificação após alteração substancial dos factos da acusação — se aceitava ser julgado por um novo crime de corrupção passiva para ato ilícito, ao que respondeu que não. Para o processo prosseguir, o Ministério Público teria de fazer nova acusação, para tentar repetir o julgamento. Entretanto, o crime de corrupção para ato ilícito havia prescrito em 2011, pois tem um prazo de prescrição de 15 anos e os factos dados como provados ocorreram em 1996.
Em 8 de novembro de 2012, juízes do Supremo Tribunal de Justiça voltaram a rejeitar a reclamação de Isaltino Morais, que insistiu na existência de contradições da Relação sobre a prescrição dos crimes de fraude fiscal e branqueamento de capitais pelos quais foi condenado a dois anos de prisão efetiva. Não houve recurso desta decisão, mas ainda correu um prazo de 10 dias para a defesa pedir esclarecimentos ou arguir nulidades. Nesse período poderia ainda ser interposto um recurso para o Tribunal Constitucional.
Em março de 2013, o Tribunal Constitucional recusou o recurso, o que deixou ao Tribunal de Oeiras a decisão de ordenar o cumprimento da pena de dois anos de prisão efetiva aplicada. O recurso de Isaltino Morais "foi objeto de decisão sumária de não conhecimento", o que significa que nem sequer mereceu a apreciação dos conselheiros. A 18 de abril de 2013, a sentença condenatória a dois anos de prisão efetiva, pelos crimes de fraude fiscal e branqueamento de capitais, transitou em julgado, uma vez que foi rejeitada pelo Tribunal da Relação de Lisboa uma última reclamação de Isaltino Morais sobre uma decisão do Tribunal de Oeiras, que rejeitou declarar a prescrição do crime de branqueamento de capitais.
Em 24 de abril de 2013 foi detido pela Polícia Judiciária, iniciando o cumprimento da pena aplicada. Recorreu da decisão de execução da pena para o Tribunal da Relação de Lisboa, que rejeitou o recurso em julho de 2013.
Para evitar a prisão, interpôs, até 2013, 44 recursos desde que foi condenado pela primeira vez em agosto de 2009 e desembolsou mais de 133 781 euros: 10 mil euros só em taxas de justiça pelos recursos que apresentou, e pelas multas que pagou por apresentá-los fora de prazo, 60 mil euros em pareceres encomendados a penalistas e 62 781 euros que depositou no processo, referentes ao IRS em falta de 2001, 2002 e 2003. De fora, fica ainda o valor dos honorários pagos aos advogados, que, como é regra, permanecem secretos.
Em 24 de junho de 2014, saiu da cadeia para cumprir o resto da pena em liberdade condicional, ficando sujeito a termo de identidade e residência e proibição de ausência do território nacional até abril de 2015.
Em maio de 2022, o Tribunal Europeu dos Direitos do Homem rejeitou uma queixa interposta por Isaltino Morais contra o Estado português, em maio de 2013, em que alegava falta de imparcialidade dos tribunais na apreciação do processo em que era arguido. O Tribunal Europeu dos Direitos do Homem salientou a interposição de sucessivos recursos por Isaltino Morais e a correta análise de todos eles e a preparação dos magistrados como fundamentos para rejeitar a alegação de falta de imparcialidade.

### Acusação de prevaricação (2022–2023)
Em outubro de 2022, foi acusado do crime de prevaricação de titular de cargo político no âmbito de uma investigação iniciada pelo Ministério Público, em 2011, dando origem ao inquérito n.º 2142/11.8TDLSB da 1.ª secção do Departamento de Investigação e Ação Penal de Lisboa, que pede também a pena acessória de perda de mandato para Isaltino Morais, em caso de condenação. Em dezembro de 2012, uma auditoria do Tribunal de Contas detetou diversas irregularidades e uma infração grave, por não terem sujeitos a fiscalização prévia do Tribunal de Contas diversos contratos de parcerias público-privadas celebrados pela Câmara Municipal de Oeiras. À época, Isaltino Morais rejeitou quaisquer irregularidades e afirmou que a auditoria se tratava de "caça à multa". Em causa, alega o Ministério Público, está o modelo de Parcerias Público-Privadas Institucionais adotado entre 2006 e 2012, não apenas na Câmara Municipal de Oeiras, mas também nas Câmaras Municipais de Odivelas e Mafra. Entre os acusados, encontram-se Paulo Vistas, então vice-presidente e, posteriormente, sucessor de Isaltino Morais na presidência da Câmara Municipal de Oeiras, e também Susana Amador e Paulo Teixeira, antigos presidente e vereador da Câmara Municipal de Odivelas, respetivamente, e José Ministro dos Santos e Gil Rodrigues, antigos presidente e vereador da Câmara Municipal de Mafra, respetivamente, para os quais é pedido pelo Ministério Público o impedimento de se candidatarem novamente aos cargos, assim como o presidente do conselho de administração da empresa escolhida para a celebração de contratos de parcerias público-privadas e o presidente do conselho de administração da empresa de assessoria/consultoria no âmbito dos referidos contratos. No caso da Câmara Municipal de Oeiras, os contratos de parcerias público-privadas visavam a construção de duas escolas e dois centros geriátricos, a cargo da Oeiras Primus, um centro de congressos e um centro de formação profissional e apoio social, a cargo da Oeiras Expo, duas sociedades criadas para o efeito, detidas pela Câmara Municipal e pela empresa por esta selecionada. Em janeiro de 2012, a Polícia Judiciária efetuou, neste âmbito, buscas na Câmara Municipal de Oeiras e recolheu documentos do computador do então vice-presidente da Câmara Municipal, Paulo Vistas, tendo Isaltino Morais, à data, desvalorizado a situação, admitindo apenas falhas quanto à falta de financiamento dos projetos, mas recusando qualquer intenção dolosa ou de favorecimento. Isaltino Morais foi constituído arguido neste processo em agosto de 2017, refutando, no entanto, quaisquer acusações de favorecimento de grupos empresariais e de penalização da Câmara Municipal de Oeiras pelas decisões tomadas, assim como negando a realização de buscas na sua residência ou no seu gabinete da Câmara Municipal e a participação nos concursos de seleção das empresas para a celebração dos contratos de parcerias público-privadas. Isaltino Morais alegou também que a Câmara Municipal e a Assembleia Municipal de Oeiras procederam, em fevereiro de 2012, à rescisão sancionatória dos contratos após um relatório preliminar do Tribunal de Contas sobre os contratos de parceria público-privada e que a interposição de duas ações judiciais no Tribunal Administrativo e Fiscal de Sintra permitiu uma redução do montante a pagar pela Câmara Municipal de Oeiras no âmbito dos referidos contratos.
Em novembro de 2023, a acusação a Isaltino Morais pelo crime de prevaricação foi anulada pelo Tribunal Central de Instrução Criminal, que alegou «insuficiência do inquérito», por falta de interrogatório do Ministério Público a Isaltino Morais, que apenas terá sido notificado para interrogatório em agosto de 2017 (período de férias judiciais) e terá manifestado intenção de depor no processo sem nunca ter sido ouvido, o que a juíza de instrução entendeu como irregularidade por parte do Ministério Público. O Tribunal Central de Instrução Criminal considerou também que deveria ter sido aplicado a Isaltino Morais, pelo Ministério Público, o regime processual próprio dos titulares de cargos políticos, o que, não tendo acontecido, configura irregularidade do Ministério Público.

## Funções maçónicas
É membro da Maçonaria. Foi iniciado na Loja Mercúrio em 2005, tendo sido convidado por José Moreno, antigo assessor da ministra das Finanças, Manuela Ferreira Leite, e antigo grão-mestre da Grande Loja Legal de Portugal.

## Resultados eleitorais

### Eleições autárquicas

#### Câmara Municipal
| Data | Partido | Partido           | Concelho | Posição     | Cl.    | Votos          | %              | +/-    | Status | Notas |
| ---- | ------- | ----------------- | -------- | ----------- | ------ | -------------- | -------------- | ------ | --- | --- |
| 1985 |         | PSD               | Oeiras   | 1.º (em 11) | 1.º    | 29 215         | 44,37 / 100,00 |        | Eleito | Presidente da Câmara Municipal de Oeiras (1986–2002). Suspendeu o mandato em 2002 para integrar o XV Governo Constitucional.                           |
| 1989 | 1.º     | PSD               | Oeiras   | 1.º (em 11) | 27 729 | 43,58 / 100,00 | 0,79           | Eleito | | Presidente da Câmara Municipal de Oeiras (1986–2002). Suspendeu o mandato em 2002 para integrar o XV Governo Constitucional.                           |
| 1993 | 1.º     | PSD               | Oeiras   | 1.º (em 11) | 29 708 | 39,09 / 100,00 | 4,49           | Eleito | | Presidente da Câmara Municipal de Oeiras (1986–2002). Suspendeu o mandato em 2002 para integrar o XV Governo Constitucional.                           |
| 1997 | 1.º     | PSD               | Oeiras   | 1.º (em 11) | 35 232 | 48,27 / 100,00 | 9,18           | Eleito | | Presidente da Câmara Municipal de Oeiras (1986–2002). Suspendeu o mandato em 2002 para integrar o XV Governo Constitucional.                           |
| 2001 | 1.º     | PSD               | Oeiras   | 1.º (em 11) | 36 514 | 55,00 / 100,00 | 6,73           | Eleito | | Presidente da Câmara Municipal de Oeiras (1986–2002). Suspendeu o mandato em 2002 para integrar o XV Governo Constitucional.                           |
| 2005 |         | Grupo de Cidadãos | Oeiras   | 1.º (em 11) | 1.º    | 26 404         | 34,05 / 100,00 |        | Eleito | Movimento Isaltino, Oeiras Mais à Frente (IOMAF). Presidente da Câmara Municipal de Oeiras (2005–2013). Condenado a prisão e perda de mandato em 2013. |
| 2009 | 1.º     | Grupo de Cidadãos | Oeiras   | 1.º (em 11) | 32 407 | 41,52 / 100,00 | 7,47           | Eleito | | Movimento Isaltino, Oeiras Mais à Frente (IOMAF). Presidente da Câmara Municipal de Oeiras (2005–2013). Condenado a prisão e perda de mandato em 2013. |
| 2017 | 1.º     | Grupo de Cidadãos | Oeiras   | 1.º (em 11) | 34 246 | 41,65 / 100,00 |                | Eleito | Movimento Isaltino – Inovar Oeiras de Volta (IN–OV). Presidente da Câmara Municipal de Oeiras (2017–...). | |
| 2021 | 1.º     | Grupo de Cidadãos | Oeiras   | 1.º (em 11) | 38 776 | 50,86 / 100,00 | 9,21           | Eleito | Movimento Isaltino – Inovar Oeiras de Volta (IN–OV). Presidente da Câmara Municipal de Oeiras (2017–...). | |

## Funções governamentais exercidas
- XV Governo Constitucional
  - Ministro das Cidades, Ordenamento do Território e Ambiente

## Obras
- A Ratificação Legislativa no Direito Constitucional Português (1981)[14]
- Constituição Anotada (1982, com José Mário Ferreira de Almeida e Ricardo Leite Pinto)[14]
- O sistema de Governo Semipresidencial – o Caso Português (1984, com José Mário Ferreira de Almeida e Ricardo Leite Pinto)[14]
- O direito penal do trabalho nos países do Conselho da Europa (ao abrigo de uma bolsa do Conselho da Europa)[14]
- Lei Quadro das Autarquias Locais — Competência dos Respectivos Órgãos e Legislação Complementar — Anotado (2001, com José Gomes Luís)[73]
- A Minha Prisão — e se acontecesse consigo? (2015)[74]